# Volvera
Volvera – miejscowość i gmina we Włoszech, w regionie Piemont, w prowincji Turyn.
Według danych na rok 2004 gminę zamieszkiwało 6966 osób, 348,3 os./km².